# Vézelin-sur-Loire
Vézelin-sur-Loire è un comune francese, istituito il 1º gennaio 2019, sorto dalla fusione dei comuni di Amions, Dancé e Saint-Paul-de-Vézelin. È situato nel dipartimento della Loira della regione dell'Alvernia-Rodano-Alpi.

## Storia
Il nuovo comune è divenuto operativo il 1º gennaio 2019 con decreto prefettizio del 20 giugno 2018.